# Meilenstein (Bründel)

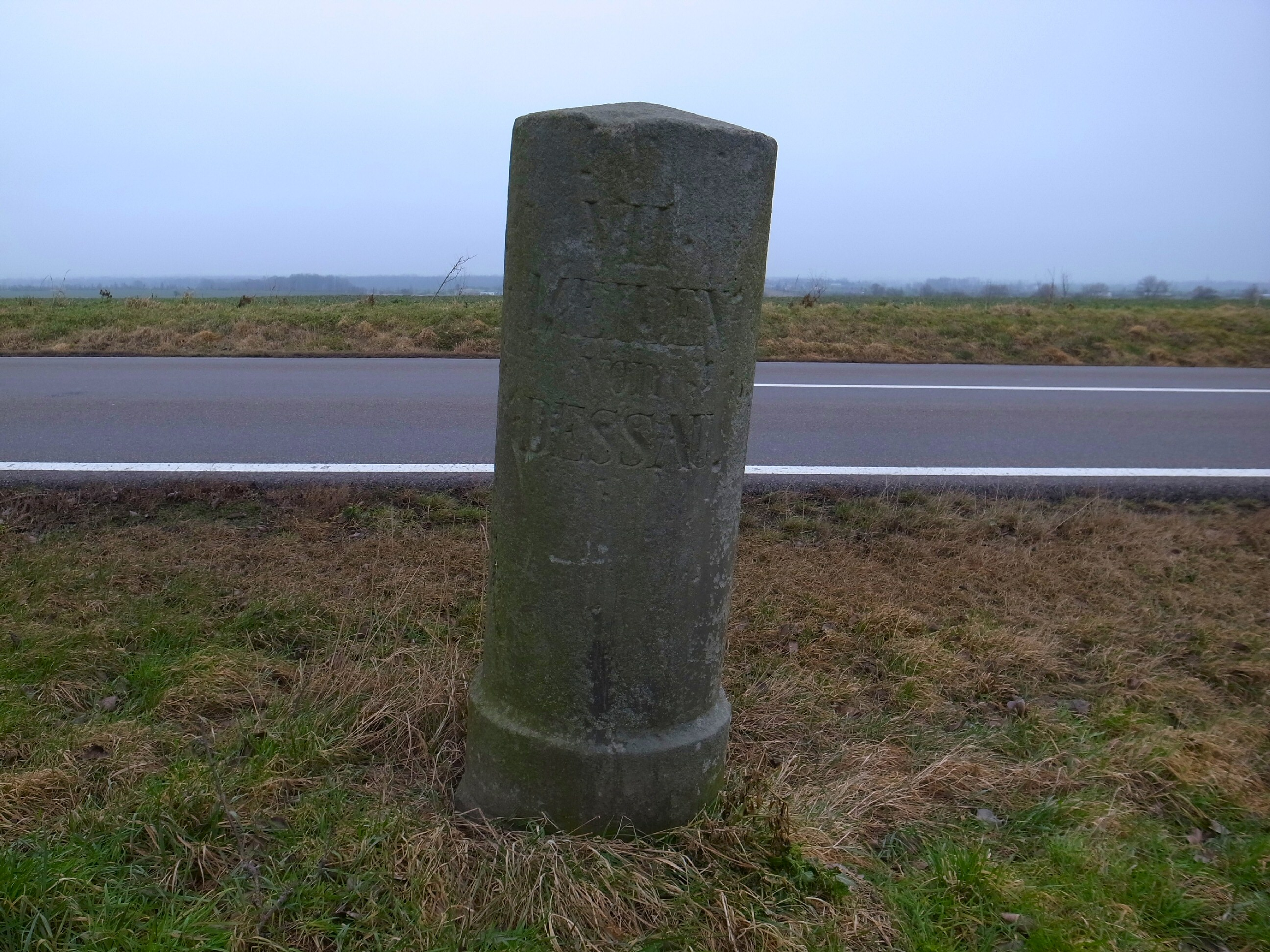
Anhaltischer Meilenstein bei Bründel

Der Meilenstein bei Bründel ist ein Kleindenkmal in der Gemeinde Plötzkau im Salzlandkreis in Sachsen-Anhalt.
Nördlich von Bründel befindet sich ein 101 Zentimeter hoher Rundsockelstein, der zwei Inschriften trägt. Die eine lautet VII Meilen von Dessau, die andere 50 Kilometer von Dessau. Form und Inschrift belegen, dass es sich um einen anhaltischen Meilenstein handelt. Da sieben anhaltische Meilen 52,7 Kilometern entsprechen und die zweite Inschrift zudem nur aufgemalt ist, darf man vermuten, dass der Stein ursprünglich noch etwas weiter westlich stand.
Eine exakte Bewertung kann sich aber nur mit einer Nachmessung des alten Straßenverlaufes finden lassen. Diese wird aber dadurch erschwert, dass der vorherige VI-Meilen-Stein, vermutlich der Meilenstein im Norden von Bernburg, da die Straße aufgrund der Saale bis nach Bernburg führen musste, ebenfalls an unsicherer Position steht. Zudem wurde der Stein auch im Jahr 2000 im Zuge von Straßenbegradigungsmaßnahmen versetzt.
Offenbar mündete diese Straße, heute die Landesstraße 65, schon damals in Bernburg in die alte Ost-West-Verbindung Anhalts, denn diese führt dann über Köthen nach Dessau. An dieser Strecke findet sich der Meilenstein in Kleinpaschleben mit den Angaben I Meile von Köthen und IV Meilen von Dessau, sowie 10 Kilom. von Köthen. Ob der Meilenstein bei Bründel eine ähnliche Angabe bezüglich Bernburg trug, ist nicht bekannt. Der Distanzanzeiger steht unter Denkmalschutz und ist im Denkmalverzeichnis das einzige Denkmal Bründels. Er trägt die Erfassungsnummer 094 97968.